# Isla El Cardón
Isla El Cardón är en ö i kommunen Corinto, Nicaragua. Den ligger i Stilla havet, där den ger skydd vid inloppet till Nicaraguas viktigaste hamn i Corinto. Norra sidan av ön är klippig medan den södra sidan har en lång sandstrand.
På öns nordspets finns en 15 meter hög fyr. Ön har också ett minnesmärke över poeten Rubén Darío. Under en vistelse på ön 1908 skrev han en av sina mest omtyckta dikter, A Margarita Debayle.